# Iñaki Anasagasti
Iñaki Mirena Anasagasti Olabeaga (Cumaná, Sucre, Venezuela, 16 de noviembre de 1947) es un político hispanovenezolano perteneciente al Partido Nacionalista Vasco (PNV).

## Biografía
Nació el 16 de noviembre de 1947 en Cumaná, Venezuela, donde su familia, 
nacionalista vasca (su padre era militante del PNV), se había exiliado tras la guerra civil española (su madre llegó a Venezuela en 1945). A los siete años, sus padres decidieron que Iñaki y sus tres hermanos debían educarse en el País Vasco, por lo que sus hijos regresan a San Sebastián y quedan a cargo de sus abuelos. Iñaki estudió en los Marianistas de San Sebastián desde 1955 a 1961 y desde esta fecha hasta 1965 en Santiago Apóstol de Bilbao.

## Venezuela
En 1965 muere su padre, e Iñaki vuelve a Venezuela, donde permanece durante diez años. Toma contacto con el exilio nacionalista vasco, nucleado en torno al Centro Vasco de Caracas, y estudia Periodismo y Sociología en la Universidad Católica Andrés Bello de Caracas, regentada por los Jesuitas. Allí conoce también a María Esther Solabarrieta, con la que se casó en 1976.
En esa época fue nombrado presidente de Euzko Gaztedi Indarra (EGI, las juventudes del PNV) del Centro Vasco de Caracas.  Radio Euzkadi emitía todos los días desde Venezuela en onda corta. Colaboraba en la revista de resistencia Gudari editada en Caracas y participaba en acciones de resistencia.

## Regreso a España

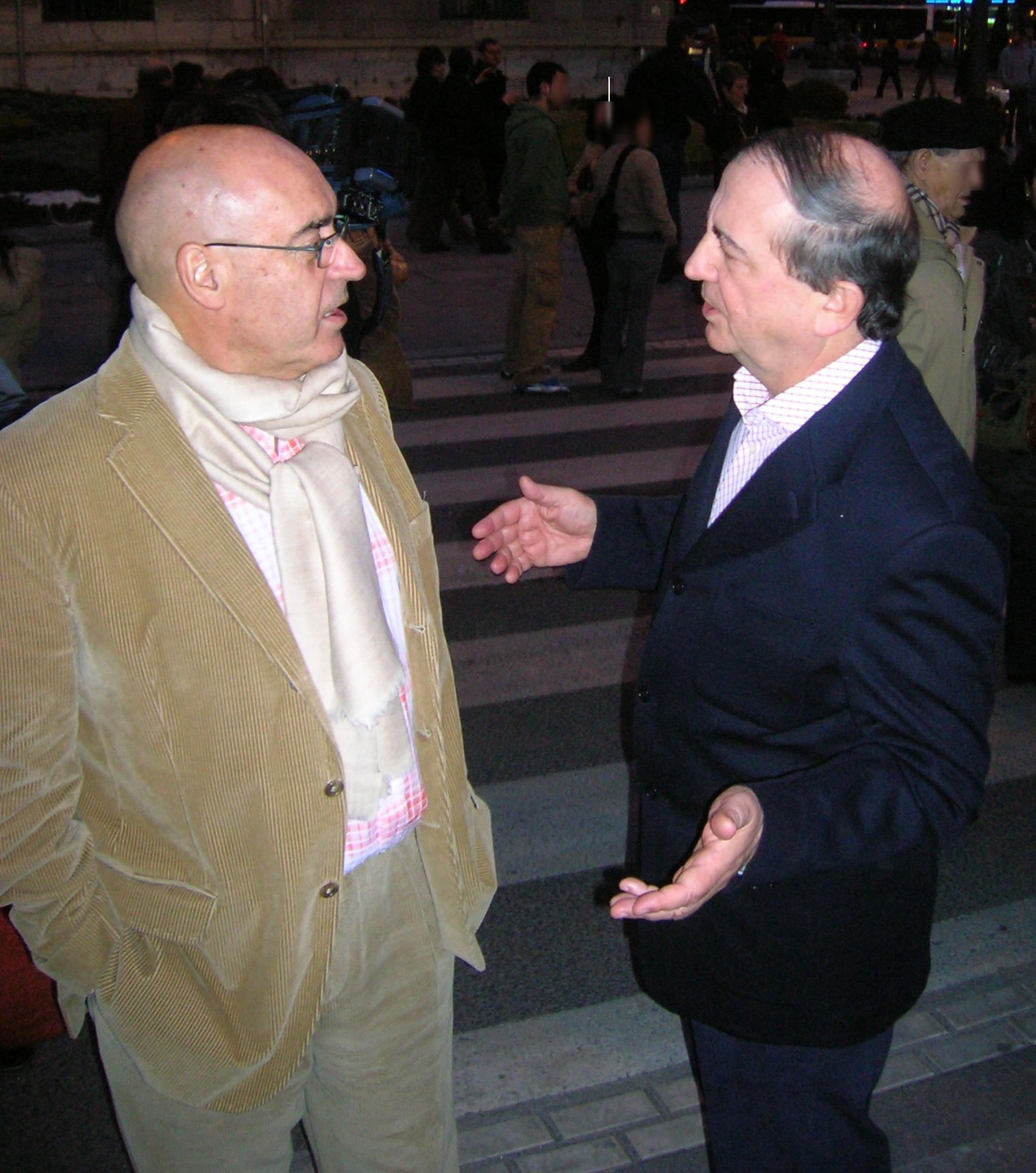
Con Javier Rojo, presidente del Senado

En agosto de 1975, vuelve de nuevo a San Sebastián y dirige la publicación del PNV Euzkadi. Fue detenido el 1 de abril de 1976, junto a Joseba Goikoetxea (asesinado posteriormente por ETA) y a Bingen Zubiri, por orden del ministro de Gobernación Manuel Fraga. Estuvo tres días en prisión.
Al salir el PNV de la clandestinidad, fue elegido en 1977 miembro del consejo regional del PNV en Vizcaya (Bizkai Buru Batzar), cargo que ocupó hasta 1980 bajo la Presidencia de Carlos Garaikoetxea.

## Parlamento Vasco, Congreso de los Diputados y Senado
Fue diputado en el Parlamento del País Vasco entre 1980 y 1986, diputado en el Congreso de los Diputados y portavoz del PNV desde 1986 hasta 2004, y en la VIII Legislatura (2004-2008) ostentó el acta de senador. Además, es Secretario primero de la mesa del Senado. Es portavoz, en la IX Legislatura, del Grupo Parlamentario de Senadores Nacionalistas. Fue elegido senador por la circunscripción de Vizcaya.

## Reconocimientos
Ha recibido varias distintinciones y premios entre ellos fue premiado por la Asociación de Periodistas Parlamentarios como "Azote del Gobierno" en 1999, 2001 y 2003 y fue designado finalista en el premio "Azote del Gobierno" en 1998, "mejor relación con la prensa" en 1995 y "senador revelación" en 2004.

## Actitud política en referencia al gobierno venezolano
Mantiene doble nacionalidad, española y venezolana. Ha declarado su preferencia por la oposición a Hugo Chávez, haciendo público su voto por Henrique Capriles Radonski en las elecciones presidenciales de 2012 y en las elecciones presidenciales de Venezuela de 2013, que le enfrentaron a Nicolás Maduro.

## Obra
- Homenaje al Comité pro-inmigración, Editorial Txertoa, Andoáin, 1988, ISBN 978-84-7148-229-7.
- Llámame Telesforo, Txalaparta, Tafalla, 2001, ISBN 978-8-481-36464-4.
- La Palmera, Autoedición, Bilbao, 2001, ISBN 978-84-607-3170-2.
- Ajuariaguerra en el corazón, Kirikiño, Bilbao, 2002, ISBN 978-84-7148-229-7.
- Agur, Aznar: memorias de un vasco en Madrid, Ediciones Temas de Hoy, Madrid,2004 ISBN 978-84-8460-331-3.
- Somos vascos (junto con José Ramón Beloki y Josu Erkoreka), Dèria Editors, Barcelona, 2005, ISBN 978-84-95400-33-8.
- Marcel Junod: su mediación ante el Gobierno Vasco y los sublevados durante la guerra civil en Euskadi, Gobierno Vasco, Vitoria, 2007, ISBN 978-84-457-2661-7.
- Una monarquía protegida por la censura, Foca, Madrid, 2009, ISBN 978-84-96797-21-5.
- Jarrones chinos, La esfera de los libros, Madrid, 2014, ISBN 978-84-9060-006-1.